# Mucuna acuminata
Mucuna acuminata är en ärtväxtart som beskrevs av John Gilbert Baker. Mucuna acuminata ingår i släktet Mucuna och familjen ärtväxter. Inga underarter finns listade i Catalogue of Life.